# César pro nejlepší filmový debut
César pro nejlepší filmový debut je jedna z kategorií francouzské filmové ceny César. Kategorie existuje od roku 1982.

## Vítězové a nominovaní

### 80. léta
- 1982: Diva, režie Jean-Jacques Beineix
  - Le Jardinier, režie Jean-Pierre Sentier
  - Neige, režie Jean-Henri Roger a Juliet Berto
  - Mužská záležitost, režie Nicolas Ribowski

- 1983: Mourir à trente ans, režie Romain Goupil
  - Josepha, režie Christopher Frank
  - Lettres d'amour en Somalie, režie Frédéric Mitterrand
  - Tir groupé, režie Jean-Claude Missiaen

- 1984: Rue Cases-Nègres, režie Euzhan Palcy
  - Poslední bitva, režie Luc Besson
  - Le Destin de Juliette, režie Aline Issermann
  - Stopa, režie Bernard Favre

- 1985: Nebezpečná partie, režie Richard Dembo
  - Když chlapec potká dívku, režie  Leos Carax
  - Pochod ve stínu, režie Michel Blanc
  - Souvenirs, souvenirs, režie Ariel Zeitoun

- 1986: Le Thé au harem d'Archimède, režie Mehdi Charef
  - Harém, režie Arthur Joffé
  - Noci v úplňku, režie Virginie Thévenet
  - Strictement personnel, režie Pierre Jolivet

- 1987: Žena mého života, režie Régis Wargnier
  - Vítejte v Malé Africe, režie Thomas Gilou
  - Nenávidím herce, režie Gérard Krawczyk
  - Noir et Blanc, režie Claire Devers

- 1988: L'Œil au beur(re) noir, režie Serge Meynard
  - Avril brisé, režie Liria Begeja
  - Flag, režie Jacques Santi
  - Le Jupon rouge, režie Geneviève Lefebvre
  - Le Moine et la sorcière, režie Suzanne Schiffman

- 1989: La vie est un long fleuve tranquille, režie Étienne Chatiliez
  - Camille Claudelová, režie Bruno Nuytten
  - Čokoláda, režie Claire Denis
  - Takové divné místo k setkání, režie François Dupeyron

### 90. léta
- 1990: Láska bez lítosti, režie Éric Rochant
  - Peaux de vaches, režie Patricia Mazuyová
  - La Salle de bain, režie John Lvoff
  - La soule aneb Tvrdá hra, režie Michel Sibra
  - Suivez cet avion, režie Patrice Ambard
  - Tolérance, režie Pierre-Henry Salfati

- 1991: La Discrète, režie Christian Vincent
  - Asfour Stah, režie Férid Boughedir
  - Mado, poste restante, režie Alexandre Abadachian
  - Outremer, režie Brigitte Roüan
  - Un week-end sur deux, režie Nicole Garcia

- 1992: Delikatesy, režie Marc Caro a Jean-Pierre Jeunet
  - Les Arcandiers, režie Manuel Sanchez
  - L'Autre, režie Bernard Giraudeau
  - Fortune Express, režie Olivier Schatzky
  - Chladný měsíc, režie Patrick Bouchitey

- 1993: Noci šelem, režie Cyril Collard
  - Nord, režie Xavier Beauvois
  - Jeden za všechny, režie Cédric Klapisch
  - Hlídka, režie Arnaud Desplechin
  - Číslo, režie Jean Poiret

- 1994: Vůně zelené papáje, režie Trần Anh Hùng
  - Cible émouvante, režie Pierre Salvadori
  - Le Fils du requin, režie Agnès Merlet
  - Les gens normaux n'ont rien d'exceptionnel, režie Laurence Ferreira-Barbosa
  - Kafe s mlíkem, režie Mathieu Kassovitz

- 1995: Regarde les hommes tomber, režie Jacques Audiard
  - Plukovník Chabert, režie Yves Angelo
  - Mina Tannenbaum, režie Martine Dugowson
  - Personne ne m'aime, režie Marion Vernoux
  - Petits arrangements avec les morts, režie Pascale Ferran

- 1996: Les Trois Frères, režie Didier Bourdon a Bernard Campan
  - En avoir (ou pas), režie Laetitia Massonová
  - État des lieux, režie Patrick Dell'Isola a Jean-François Richet
  - Pigalle, režie Karim Dridi
  - Rosine, režie Christine Carrière

- 1997: Y aura-t-il de la neige à Noël ?, režie Sandrine Veysset
  - Byt, režie Gilles Mimouni
  - Bernie, režie Albert Dupontel
  - Encore, režie Pascal Bonitzer
  - Mikrokosmos, režie Marie Perennou a Claude Nuridsany

- 1998: Didier, režie Alain Chabat
  - Na druhé straně moře, režie Dominique Cabrera
  - Ježíšovi démoni, režie Bernie Bonvoisin
  - Můj růžový život, režie Alain Berliner
  - Život Ježíše, režie Bruno Dumont

- 1999: Dieu seul me voit, režie Bruno Podalydès
  - L'Arrière-pays, režie Jacques Nolot
  - Le Gone du Chaâba, režie Christophe Ruggia
  - Jeanne a skvělý chlapík, režie Olivier Ducastel a Jacques Martineau
  - Vysněný život andělů, režie Érick Zonca

### 0. léta
- 2000: Voyages, režie Emmanuel Finkiel
  - Pusa, režie Danièle Thompsonová
  - Průvodci čekají, režie Benoît Mariage
  - Haut les cœurs!, režie Sólveig Anspach
  - Karnaval, režie Thomas Vincent

- 2001: Ressources humaines, režie Laurent Cantet
  - Nationale 7, režie Jean-Pierre Sinapi
  - Místa zločinu, režie Frédéric Schoendoerffer
  - La Squale, režie Fabrice Genestal
  - Stand-by, režie Roch Stéphanik

- 2002: Země nikoho, režie Danis Tanović
  - Grégoire Moulin proti lidskosti, režie Artus de Penguern
  - Má žena je herečka, režie Yvan Attal
  - Ptačí svět, režie Michel Debats, Jacques Perrin a Jacques Cluzaud
  - Jedna vlaštovka jaro udělá, režie Christian Carion

- 2003: Se souvenir des belles choses, režie Zabou Breitman
  - Na krev, režie Delphine Gleize
  - Filles perdues, cheveux gras, režie Claude Duty
  - Irene, režie Ivan Calbérac
  - Jak řeknete, pane, režie Guillaume Canet

- 2004: Když Otar odešel, režie Julie Bertuccelli
  - Il est plus facile pour un chameau…, režie Valeria Bruni Tedeschiová
  - Otec a synové, režie Michel Boujenah
  - Qui a tué Bambi?, režie Gilles Marchand
  - Trio z Belleville, režie Sylvain Chomet

- 2005: Když moře stoupá, režie Gilles Porte a Yolande Moreau
  - Brodeuses, režie Éléonore Faucher
  - Slavíci v kleci, režie Christophe Barratier
  - Superstar, režie Yann Moix
  - Violence des échanges en milieu tempéré, režie Jean-Marc Moutout

- 2006: Darwinova noční můra, režie Hubert Sauper
  - Hledejte Anthonyho, režie Jérôme Salle
  - Studené sprchy, režie Antony Cordier
  - Putování tučňáků, režie Luc Jacquet
  - La Petite Jérusalem, režie Karin Albou

- 2007: Ó, jak jsi krásný, režie Isabelle Mergault
  - Les Fragments d'Antonin, režie Gabriel Le Bomin
  - Nesprávná víra, režie Roschdy Zem
  - Odpusť, režie Maïwenn
  - Ruská ruleta, režie Gela Babluani

- 2008: Persepolis, režie Marjane Satrapiová a Vincent Paronnaud
  - Ti, kteří zůstávají, režie Anne Le Ny
  - Et toi, t'es sur qui?, režie Lola Doillon
  - Akvabely, režie Céline Sciamma
  - Vše je odpuštěno, režie Mia Hansen-Løve

- 2009: Tak dlouho tě miluji, režie Philippe Claudel
  - Dům u dálnice, režie Ursula Meier
  - Mascarades, režie Lyes Salem
  - Nevinná, režie Fred Cavayé
  - Versailles, režie Pierre Schoeller

### 10. léta
- 2010: Hezounci, režie Riad Sattouf
  - Poslední na cestu, režie Philippe Godeau
  - Špion(i), režie Nicolas Saada
  - La Première étoile, režie Lucien Jean-Baptiste
  - Tiché hlasy, režie Léa Fehner

- 2011: Serge Gainsbourg: Heroický život, režie Joann Sfar
  - Simon Werner a disparu..., režie Fabrice Gobert
  - (K)lamač srdcí, režie Pascal Chaumeil
  - Zlatý holky, režie Géraldine Nakache a Hervé Mimran
  - Tête de Turc, režie Pascal Elbé

- 2012: Le Cochon de Gaza, režie Sylvain Estibal
  - 17 dívek, režie Delphine Coulin a Muriel Coulin
  - Angèle a Tony, režie Alix Delaporte
  - Něžnost, režie Stéphane Foenkinos a David Foenkinos
  - Moje malá princezna, režie Eva Ionesco

- 2013: Louise Wimmer, režie Cyril Mennegun
  - Augustina, režie Alice Winocour
  - Comme des frères, režie Hugo Gélin
  - Láska všemi deseti, režie Régis Roinsard
  - Rengaine, režie Rachid Djaïdani

- 2014: Kluci a Guillaume, ke stolu!, režie Guillaume Gallienne
  - La Bataille de Solférino, režie Justine Triet
  - En solitaire, režie Christophe Offenstein
  - La fille du 14 juillet, režie Antonin Peretjatko
  - Zlatá klícka, režie Ruben Alves

- 2015: Láska na první boj, režie Thomas Cailley
  - Elle l'adore, režie Jeanne Herry
  - Fidelio, Alicina odysea, režie Lucie Borleteau
  - Party Girl, režie Marie Amachoukeli, Claire Burger a Samuel Theis
  - Qu'Allah bénisse la France, režie Abd Al Malik

- 2016: Mustang, režie Deniz Gamze Ergüven
  - Případ SK1, režie Frédéric Tellier
  - Kovbojové, režie Thomas Bidegain
  - Ni le ciel ni la terre, režie Clément Cogitore
  - My tři, nebo nikdo, režie Kheiron Tabib

- 2017: Božské, režie Houda Benyamina
  - Cigarettes et chocolat chaud, režie Sophie Reine
  - Tanečnice, režie Stéphanie Di Giusto
  - Černý diamant, režie Arthur Harari
  - Rosalie Blum, režie Julien Rappeneau

- 2018: Chovatel, režie Hubert Charuel
  - Raw, režie Julia Ducournau
  - Paula, režie Léonor Serraille
  - Pan a paní Adelmanovi, režie Nicolas Bedos
  - Patients, režie Grand Corps Malade a Mehdi Idir

- 2019: Šeherezáda, režie Jean-Bernard Marlin
  - L'Amour flou, režie Romane Bohringer a Philippe Rebbot
  - Lechtání, režie Andréa Bescond a Éric Métayer
  - Střídavá péče, režie Xavier Legrand
  - Zatoulaný, režie Camille Vidal-Naquet

### 20. léta
- 2020: Papicha, režie Mounia Meddour
  - Atlantique, režie Mati Diop
  - Ve jménu půdy, režie Édouard Bergeon
  - Vlčí volání, režie Antonin Baudry
  - Bídníci, režie Ladj Ly

- 2021: Taková láska, režie Filippo Meneghetti
  - Garçon chiffon, režie Nicolas Maury
  - Kočičky, režie Maïmouna Doucouré
  - Na černo, režie Jean-Pascal Zadi
  - Všude dobře, doma nevím, režie Manele Labidi

- 2022: Záznamy paměti, režie Vincent Maël Cardona
  - Gagarin, režie Fanny Liatard a Jérémy Trouilh
  - Hejno kobylek, režie Just Philippot
  - La Panthère des neiges, režie Marie Amiguet a Vincent Munier
  - Slalom, režie Charlène Favier

- 2023: Saint Omer, režie Alice Diop
  - Bruno Reidal: Zápisky vraha, režie Vincent Le Port
  - Falcon Lake, režie Charlotte Le Bon
  - Ti nejhorší, režie Lise Akoka a Romane Guéret
  - Šesté dítě, režie Léopold Legrand

- 2024: Chien de la casse, režie Jean-Baptiste Durand
  - Prezidentova žena, režie Léa Domenach
  - Bezdětná matka, režie Iris Kaltenbäck
  - Havěť, režie Sébastien Vaniček
  - Vincent musí zemřít, režie Stéphan Castang

- 2025: Ty krávo!, režie Louise Courvoisier
  - Nebroušený diamant, režie Agathe Riedinger
  - Les Fantômes, režie Jonathan Millet
  - Le Royaume, režie Julien Colonna
  - Un p'tit truc en plus, režie Artus